# ليو لويس (لاعب كرة قدم أمريكية)
ليو لويس (بالإنجليزية: Leo Lewis)‏ هو لاعب كرة قدم أمريكية أمريكي، ولد في 17 سبتمبر 1956 في كولومبيا في الولايات المتحدة.

## وصلات خارجية
- ليو لويس على موقع مرجع كرة القدم المحترفة.كوم (الإنجليزية)